# Nick Cravat
Nick Cravat est un acteur américain, né le 11 janvier 1912 à New York, New York, et décédé d'un cancer le 29 janvier 1994 à Woodland Hills (États-Unis). Il est un ami d'enfance de Burt Lancaster avec qui il forme un duo et qui meurt la même année que lui.

## Filmographie
- 1949 : Ma bonne amie Irma (My Friend Irma) : Mushie
- 1950 : La Femme à l'écharpe pailletée (The File on Thelma Jordon) : un journaliste
- 1950 : La Flèche et le flambeau (The Flame and the Arrow) : Piccolo
- 1951 : Ten Tall Men : Riff mécontent
- 1952 : Le Corsaire rouge (The Crimson Pirate) : Ojo
- 1953 : Le Prince de Bagdad (The Veils of Bagdad) de George Sherman : Ahmed
- 1954 : Richard Cœur de Lion (King Richard and the Crusaders) : Nectobanus
- 1954 : Davy Crockett, roi des trappeurs (Davy Crockett, King of the Wild Frontier) : Busted Luck
- 1954 : Le clown est roi (3 Ring Circus), de Joseph Pevney : Timmy
- 1955 : Le Grand Couteau (The Big Knife) : Nick
- 1956 : Le Comte de Monte-Cristo (en) (The Count of Monte Cristo) (série TV) : Jacopo
- 1957 : L'Histoire de l'humanité : l'apprenti du Diable
- 1958 : L'Odyssée du sous-marin Nerka (Run Silent Run Deep) de Robert Wise : Russo
- 1963 : La Quatrième Dimension (The Twilight Zone) (série TV) : épisode Cauchemar à 20 000 pieds (Nightmare at 20,000 Feet) de Richard Donner (saison 5, épisode 3) : le Gremlin
- 1965 : Cat Ballou : Ad-Lib
- 1967 : La Route de l'Ouest (The Way West) : Calvelli
- 1968 : Les Chasseurs de scalps (The Scalphunters) : Yancy
- 1970 : Airport de George Seaton : Nick Valli
- 1971 : Valdez (en)  (Valdez Is Coming) d'Edwin Sherin (en) : Gang Member
- 1972 : Fureur apache (Ulzana's Raid) : Trooper
- 1974 : Le Flic se rebiffe (The Midnight Man) : Gardener
- 1977 : L'Île du docteur Moreau (The Island of Dr. Moreau) : M'Ling